# Hiatus (televiziune)
Hiatus-ul în televiziune este o pauză de cel puțin câteva săptămâni în programul normal de programare sau de difuzare. Poate sa apară în timpul unor sezoane sau episoade ale unui serial (de obicei dacă serialul începe din iunie și se termină în august, producătorii, până creează și sezonul următor, apare hiatus-ul).

## Hiatus-ul planificat
Posturile de televiziune pun în aplicare de multe ori hiatus-ul pentru programele pentru un sezon până când va mai rula și sezonul următor. Programe ce au seriale ce "revin din febra hiatus-ului", fac asta astfel încât să genereze un rating ridicat.

## Anularea
O rețea poate pune un serial în hiatus înainte de a-l anula. "Acest lucru poate fi din cauza evaluării calității seriei", avertizează producătorii de televiziune într-un efort de a produce un produs mai profitabil. Asta se întâmplă pentru a compara în timpul hiatus-ului unui serial, ratingul altui serial pentru a vedea care serial e mai profitabil și pe placul spectatorilor. Ceea ce face ca vechiul serial care era în hiatus să fie anulat.

## Alte motive
Un program poate fi puse în hiatus și pentru alte motive.
- În 2007-2008 Writers Guild of America au pus în grevă forțată mai multe seriale de televiziune (inclusiv Pushing Daisies, Eli Stone, Chuck, Big Bang Theory, și Heroes), pentru a fi puse în hiatus și amânate pentru revenirea altor seriale programate în momentul serialelor care vor fi puse în hiatus.
- Un spectacol poate fi în hiatus de exemplu serialul Pokémon a fost pus în hiatus în Japonia din 17 decembrie 1997 până la 16 aprilie 1998, după difuzarea unui episod care a agitat 685 de telespectatori.
- Un spectacol poate fi, de asemenea, pus în hiatus ca urmare a acțiunilor unui actor, decese, sau boli, cum ar fi moartea actorului John Ritter din serialul 8 Simple Rules, sau reabilitarea lui Demi Lovato, actriță în rolul principal în serialul Sonny și steluța ei norocoasă [1], sau Ryan Alexander Jenkins din Megan Wants a Millionaire a fost acuzat de crimă.[2][3]